# Melcior Vilaplana
Melcior Vilaplana (Benimarfull, 1782 - Cadis, 1835) va ser un poeta valencià, que va compondre en valencià i en castellà.
Conegut amb el malnom de Tio Melcior, va compondre poemes de caràcter humorístic, religiós o patriòtics, mitjançant romanços o gloses, entre altres construccions. La major part d'elles es van transmetre per via oral entre els llauradors de les comarques centrals valencianes, especialment el Comtat i l'Alcoià. Només una part van ser recollits per en Gregori Gisbert i publicats a El Fénix. Entre les seues obres conservades hi destaca el Col·loqui entre Francesc Blanes i Venturo Mullor.
Pel que fa a la seua vessant política, Vilaplana va lluitar en la guerra contra l'exèrcit napolèonic i va ser milicià entre 1820 i 1823. El 1834 va ser empresonat, en intentar formar una partida carlina.